# Ржевцев, Михаил Михайлович
Михаил Михайлович Ржевцев (род. 1937) — советский хоккеист, защитник. Мастер спорта СССР (1959).
Всю карьеру в командах мастеров — 10 сезонов — провёл в клубе чемпионата СССР «Локомотив» Москва (1955/56 — 1964/65). Серебряный призёр хоккейного турнира зимней Универсиады 1962 года.